# خیلی بزرگ (فیلم ۱۹۳۲)
خیلی بزرگ (انگلیسی: So Big) درام پیشاکدی‌ست به کارگردانی ویلیام ولمن و با بازیگری باربارا استنویک. فیلمنامه‌ی فیلم را گراب الکساندر و رابرت لرد بر اساس رمانی (۱۹۲۴) با همین عنوان که نوشته‌ی ادنا فربر و برنده‌ی جایزه‌ی پولیتزر است، نگارش کردند.
خیلی بزرگ دومین اقتباس سینمایی این رمان است. پیش از آن در سال ۱۹۲۴ فیلم صامتی با همین عنوان به کارگردانی چارلز برابین و بازیگری کولن مور ساخته شد. اقتباسی نیز در سال ۱۹۵۳ به کارگردانی رابرت وایز و بازیگری جین وایمن   ساخته شد.

## خلاصه‌ی داستان
سلینا پیک پس از مرگ مادرش به همراه پدرش، سیمئون، به شیکاگو می‌روند تا او مدرسه‌اش را در آنجا تمام کند. پدرش کشته می‌شود، و او که بی‌پول مانده با کمک دوستش جولی همپل کار معلمی را در اجتماعی هلندی پیدا می‌کند.

## بازیگران

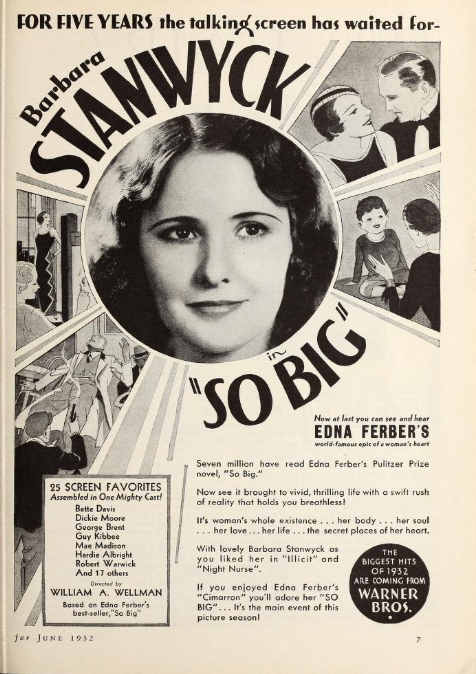
انتشار در مجله‌ی اسکرین‌لند (۱۹۳۲)

- باربارا استنویک در نقش سلینا پیک دی جانگ
- جرج برنت در نقش رولف پوول
- دیکی مور در نقش (بچگی) درک دی جانگ (خیلی بزرگ)
- بت دیویس در نقش دوشیزه دالاس اومارا
- ما مدیسون در نقش جولی همپل
- هاردی آلبرایت در نقش (جوانی) درک دی جانگ (خیلی بزرگ)
- آلن هیل سینیور در نقش کلاس پوول
- لان پاف